# I. arméfördelningen (1937–1942)
I. arméfördelningen var en arméfördelning inom svenska armén som verkade i olika former åren 1937–1942. Förbandsledningen var förlagd i Kristianstads garnison i Kristianstad.

## Historik
I. arméfördelningen bildades genom försvarsbeslutet 1936 den 1 januari 1937. Arméfördelningen ersatte då Södra arméfördelningen. Den nya organisationen bestod av en arméfördelningschef och en militärområdesbefälhavare. Arméfördelningschefen var i fred chef över arméns högre truppförband, samt ansvarade för regementenas utbildning, krigsplanläggning samt mobiliseringsverksamhet. Medan militärområdesbefälhavaren ledde den territoriella verksamheten. Genom försvarsbeslutet 1942 delades arméfördelningen i två delar. Arméfördelningen utgick ur fredsorganisationen och organiserades som I. arméfördelningen i krigsorganisationen. Militärområdet som tidigare ingick i arméfördelningen fick nu även den markoperativa uppgiften, då det territoriella ansvaret förenades med chefskapet för arméfördelningen. I. arméfördelningens uppgifter fördelades den 1 oktober 1942 på I. militärområdet och I. arméfördelningen.

## Verksamhet
Arméfördelningschef har sig underställda en militärområdesbefälhavare och en särskild stab, till vilken höra 1 beredskapsofficer, 1 stabschef och 1 mobiliseringsofficer (de båda sistnämnda på generalstabskårens stat), 2 såsom adjutanter ur underlydande truppförband kommenderade officerare, 1 fortifikationsofficer (på fortifikationskårens stat), i fördelningsintendent och 1 expeditionsintendent (på intendenturkårens stat), 1 fördelningsläkare och i fördelningsveterinär. 

### Södra militärområdet
Genom den värnpliktslag som infördes i samband med försvarsbeslutet 1901 infördes inskrivningsområden inom arméfördelningarna. Arméfördelningarna omfattade ett antal inskrivningsområden, vilka i sin tur hade i uppgift att skriva in och redovisa värnpliktiga. I regel motsvarade inskrivningsområdena geografiskt sett de svenska länen. År 1937 bildades Södra militärområdet inom I. arméfördelningen, vilken övertog den roll de geografiska inskrivningsområdena tidigare haft. År 1940 omfattade I. arméfördelningsområdet följande inskrivningsområden: Malmöhus södra och norra, Kronobergs och Norra Smålands inskrivningsområden.

## Ingående trupper
År 1940 bestod arméfördelningen av följande förband:

- Norra skånska infanteriregementet (I 6)
- Södra skånska infanteriregementet (I 7)
- Kronobergs regemente (I 11)
- Jönköpings-Kalmar regemente (I 12)
- Skånska kavalleriregementet (K 2)
- Wendes artilleriregemente (A 3)
- Smålands arméartilleriregemente (A 6)
- Göta ingenjörkår (Ing 2)
- Skånska trängkåren (T 4)

## Arméfördelningschefer
- 1937–1937: Per Sylvan
- 1937–1941: Ernst af Klercker

## Namn och förläggningsort
| I. arméfördelningen | 1937-01-01 | – | 1942-09-30 |

| Helsingborgs garnison  | 1937-01-01 | – | 1939-09-30 |
| Kristianstads garnison | 1939-10-01 | – | 1942-??-?? |